# Himzo Polovina
Himzo Polovina (Mostar, 11. ožujka 1927. – Plav, 5. kolovoza 1986.), bosanskohercegovački je prikupljač pjesama, interpretator, tekstopisac i kompozitor bošnjačkog podrijetla.
Mnogi smatraju da je on najpoznatiji pjevač i sakupljač sevdalinki svih vremena. Polovinin sakupljački i interpretativni rad starogradske (malovaroške) pjesme opisuje se kao izvorno glazbeno naslijeđe Bosne i Hercegovine. Njegovo duboko razumijevanje i znanje duha sevdalinki ostavilo je veliki trag u bosanskoj kulturi.

## Životopis
Prva glazbena iskustva stekao je kod kuće, pjevajući skupa s braćom i sestrama, a prvi učitelj mu je bio otac Mušan koji je vrlo svirao šargiju. 
Sudjelovanjem u dramskoj sekciji M.D. "Itihad" usavršava svoje recitatorske sposobnosti. To je bilo između 1935. i 1940. godine. Pred sam Drugi svjetski rat je počeo učiti violinu kod poznatog profesora i majstora violine, Čeha Karla Malačeka. Kao učenik Gimnazije i Časničke škole u Zagrebu, prolazi kalvariju "Križnog puta" 1945. godine.
Bio je član folklornog ansambla RKUD "Abrašević", od 1947. godine do odlaska u Sarajevo. S istim ansamblom odlazi na turneje po selima i gradovima Jugoslavije. Volio je bogatstvo narodnih nošnji, pa ih je često koristio na javnim nastupima i kao pjevač.
Tijekom studiranja na Medicinskom fakultetu bio je član Studentskog KUD "Slobodan Princip – Seljo". Nastupao je i s KUD "Ivo Lola Ribar", KUD "Proleter", ZKUD "Vaso Miskin – Crni", KUD "Miljenko Cvitković", te za amaterska društva koja su imala glazbene multietničke programe.
Završava studij medicine i specijalizaciju, te postaje liječnik neuropsihijatar. U praksi uspješno primjenjuje metode psihijatrije, socioterapije i muzikoterapije. Užem krugu medicinskih stručnjaka poznati su njegovi znastveni radovi iz tih područja objavljenih u stručnim publikacijama. Bio je cijenjen liječnik u Bolnici za mentalnu rehablitaciju Jagomir u Sarajevu sve do svoje smrti.
U siječnju 1953. godine, usprkos govornoj mani (u izgovaranju glasa "r"), javlja se na audiciju za pjevača na Radio Sarajevu. Izveo je pjesmu "Mehmeda je stara majka karala", koju je žiri dobro prihvatio, te Himzo biva primljen.
U pjevačkoj karijeri proveo više od trideset godina. Nastupao je u zemlji i inozemstvu prenoseći slavu narodne pjesme, a posebno sevdalinke. Snimio je dvadesetak gramofonskih ploča koje su dostigle milijunske tiraže, kao i nekoliko audio kaseta visoke glazbene vrijedosti. Napravio je veliki broj arhivskih snimaka za Radio Sarajevo. Često je nastupao na koncertima priređenim u humanitarne svrhe, po bolnicama, domovima umirovljenika, domovima za napuštenu djecu, klubovima liječenih alkoholičara itd.
Nakon njegovog posljednjeg koncerta, preminuo je u crnogorskom Plavu, 5. kolovoza 1986. godine, od posljedica srčanog udara. Bio je oženjen s Fikretom Medošević. Imao je kćerku Rubinu i sina Edmira. Po izjavi njegova brata Mirze Polovine, posljednja pjesma koju je otpjevao bila je Emina.
Sahranjen je na groblju Bare u Sarajevu. Nakon smrti, Himzino glazbeno djelo postaje još popularnije, te mnoge radio stanice i disko kuće presnimavaju njegove glazbene materijale i emitiraju ih. Nerijetko, za pjesmama koje je izvodio Himzo Polovina, posegnuli su i izvođači drukčijeg glazbenog izričaja i snimili svoje verzije Himzinih hitova. Bili su to "Indexi", "Crvena jabuka", Jadranka Stojaković, Ibrica Jusić i mnogi drugi. Jedna ulica u Sarajevu nosi ime Himze Polovine.

## Djela
Zahvaljujući Himzi Polovini mnoge stare pjesme su ostale zabilježene za sva vremena. Neke od njih su:
- Voljelo se dvoje mladih
- Čudna jada od Mostara grada
- Dvore gradi Komadina Mujo
- Jutros prođoh kroz čaršiju
- Poletjela dva goluba
- Otvor' vrata od hamama
- Poljem se vija Hajdar delija'
- Mila majko šalji me na vodu
- Emina
- Hasanagin sevdah (poznata i kao Što te nema)
- Telal viče
- U Stambolu na Bosforu

### Diskografija
- Emina
- Sarajevo, divno mjesto
- Sevdah i suze
- Hitovi (2000.)
- Sevdalinke (2000.)
- ' 'Folk zvijezda zauvijek (2012)

## Vanjske poveznice
- Tumač i baštenik sevdalinke, Ismet Ćumurija